# Ylva
Ylva er en sejlbådsklasse.
Steen Kjølhede byggede den første Ylva kaldt "Ylva" i 1973, på daværende tidspunkt dog typebestemt som en KARAT 30.
"Ylva" var bygget i mahogni med lavere fribord og mindre sejlareal og deplacement end den nuværende YLVA.
Efter en sejrsrække i bl.a. Sjælland Rundt hvor "Ylva" var første båd over målstregen i 1973, 1974 og 1975, blev der i 1976 udviklet videre på Ylva'ens design.
Der støbtes 5 glasfiberskrog i en form bygget over et skrog bygget af bådebygger William Jensen i Svanemøllehavnen. Han havde lånt alle skabelonerne af Steen Kjølhede mod til gengæld at stille det ny og reviderede skrog til rådighed til fremstillingen af en form.
Den nye og reviderede Ylva med glasfiberskrog (dog stadig med dæk og ruf af træ) viste sig at være endnu hurtigere og vandt således Sjælland Rundt igen i 1976 og 1977.
Der blev bygget i alt 89 både frem til slutningen af 80'erne, hvor prisen efterhånden var over 600.000 kr. – det satte stop for flere nybygninger.
I 2015 blev det igen muligt att få bygget en Ylva. Konceptet er baseret selvbyggeri hvor Tuco Marine Group i Fåborg støber og samler båden og sejleren vælger udstyr, motor, dækslayout, rig og aptering.
Kendetegnet ved Ylva-klassen er de lange ubrudte linjer som giver imponerende hastigheder på læns. Ylva’en bliver stadig brugt, også til familiebåd. Den er godkendt af Dansk Sejlunion som national entypebåd og der sejles DM i klassen hvert år.

## References
1. ↑  "Fakta om Ylva". Hentet 19. marts 2024.
2. ↑  "Igen muligt at få bygget en Ylva". Hentet 19. marts 2024.
3. ↑  "Klasser med DM status". Hentet 19. marts 2024.

## Externe henvisninger
- Ylva-klubbens officielle hjemmeside
- Hjemmeside for Sieglinde - Ylva D-60 Arkiveret 2. maj 2014 hos  Wayback Machine